# Municipio de Ameca
El municipio de Ameca es uno de los 125 municipios en que se encuentra dividido el estado mexicano de Jalisco. Se encuentra en el centro-norte del estado, en la región Valles y su cabecera municipal es la ciudad de Ameca. Ameca proviene del vocablo náhuatl Amecatl, que significa: "mecate de agua" ó "río"

## Descripción geográfica

### Ubicación
El municipio de Ameca se localiza en el centro-norte del estado Jalisco, en la región conocida como Valles y muy cerca de sus límites con el estado de Nayarit. Se encuentra a una altura que fluctúa entre un máximo de 2 500 y un mínimo de 1 000 metros sobre el nivel del mar. Tiene una extensión territorial de 784.46 kilómetros cuadrados.
El municipio de Ameca limita al norte con el municipio de Etzatlán y el municipio de Ahualulco de Mercado, al noreste con el municipio de Teuchitlán y al este y sureste con el municipio de San Martín Hidalgo; al sur limita con el municipio de Tecolotlán, al suroeste con el municipio de Mixtlán y al oeste con el municipio de Guachinango; al noroeste limita con el municipio de Amatlán de Cañas del estado de Nayarit.

## Medio físico
Sutopográfia se estructura principalmente por zonas planas con el 44% de composición, seguido de zonas montañosas y lomeríos con el 34 y 21 por ciento respectivamente. Mientras que el suelo predominante es feozem (38%), se presenta en cualquier tipo de relieve y clima, excepto en regiones tropicales o lluviosas o zonas muy desérticas. Le siguen Vertisol y Regosol con el 26% cada uno y en menor medida se tienen suelos de tipo Luvisol y Cambisol representando el 4 y 3 por ciento siguiendop el orden. En cuanto a la cobertura del suelo, la agricultura (50.8%) es el uso de suelo dominante en el municipio. También se tiene cobertura boscosa, selvática y pastizal representando el 27, 11 y 8 por ciento del territorio municipal; en menor medida esta el asentamiento humano y cuerpo de agua con el 1% y 0.3%. 
La roca predominante son suelos aluviales (29.1%) formados por el depósito de materiales sueltos, provenientes de rocas preexistentes, que han sido transportados por corrientes superficiales de agua. Tam ien encontramos basalto, arenisca-conglomerado, extrusiva ácida e intrusiva ácida que se extienden en 27, 15, 11 y 5 por ciento respectivamente. 

### Hidrografía
Los tipos de recursos hídricos del municipio están constituidos por aguas subterráneas, ríos y lagos. El territorio está ubicado dentro de 4 acuíferos de los cuales el 0% no tienen disponibilidad y el 100.0% se encuentra con disponibilidad de agua subterránea. También está dentro de las cuencas Ameca Pijinto, Cocula, Río Salado, Tacotán de las cuales el 100.0% tienen disponibilidad y el 0% presentan déficit de disponibilidad de agua superficial.

### Clima y precipitación
La mayor parte del municipio de Ameca (96.4%) tiene clima semicálido semihúmedo. Ahora, del análisis de la precipitación media mensual histórica con registros hasta el 2021 del municipio Ameca tenemos que la precipitación acumulada promedio es de 858.9 mm; la media del mes de enero es de 18.1 mm, la mínima de 9.8 mm y la máxima de 23.5 mm; mientras que en julio la precipitación media es de 222 mm, la mínima de 182 mm y máxima de 246.1 mm 

### Temperatura
La temperatura media mensual conforme a los registros históricos hasta el 2021 del municipio, nos dice que la media anual promedio es de 20.8 grados centígrados (°C), la mínima y máxima promedio anual de 11.9°C y 29.5°C. La temperatura más fría se presentó en los meses de enero y febrero con 5.6°C y 5.9°C respectivamente y las más altas fueron de 35.3°C y 33.7°C de los meses mayo y abril correspondientemente.

## Áreas naturales protegidas
Ameca alberga 2 áreas naturales protegidas con una superficie de 10,716.32 hectáreas (ha) lo que representa el 13.7% de todo el territorio municipal. Además, se cuenta con 0.2% de humedales. Las áreas protegidas llevan por nombre Cuenca Alimentadora del Distrito Nacional de Riego 043, Nayarit y Sierra del Águila.

## Sequía
A nivel municipal la sequía extrema es la que tiene una mayor distribución con un 60.5%, seguida de sequpia severa, excepcional y moderada con 20%, 8.5% y 8.2% respectivamente. Los de menor predominancia son el anormamente seco y sin sequía con 0.7 y 1.3 por ciento.

## Infraestructura
el municipio cuenta con 16 servicios públicos, de los cuales destacan 121 escuelas, seguido de 60 templos e instalaciones deportivas o recreación con 51.

### Salud
De acuerdo con los registros de la secretaría de salud, en el municipio se encuentran 21 unidades de servicio de salud como lo son consultorios, hospitales generales y especializados, oficinas administrativas, farmacias, laboratorios, unidades de medicina familiar, de especialidades médicas y móviles. De las cuales 17 corresponden a la Secretaría de Salud (SSJ), 1 unidad de salud es del Instituto Mexicano del Seguro Social (IMSS) y 1 módulo del Instituto de Seguridad y Servicios Sociales para los Trabajadores del Estado (ISSSTE).

## Demografía
De acuerdo a los resultados del Censo de Población y Vivienda de 2020 realizado por el Instituto Nacional de Estadística y Geografía, la población total del municipio de Ameca asciende a 60, 386 personas. La densidad poblacional es de 71,76 habitantes por kilómetro cuadrado. Comparando este volumen poblacional con el del año 2015 (60,951 habitantes), se observa que la población municipal disminuyó un 0.93 por ciento en cinco años.

### Localidades
En 2020 Ameca contaba con 106 localidades, de éstas, 7 eran de dos viviendas y 30 de una. La localidad de Ameca era la más poblada, con 37,871 personas, que representaban el 62.7% de la población del municipio; le seguía El Cabezón (El Limón) con el 4.6%, San Antonio Matute con el 3.9%, Los Pocitos con el 1.9% y San Antonio Puerta de la Vega con el 1.9% del total municipal.
| Código INEGI      | Localidad                     | Población (2020) |
| ----------------- | ----------------------------- | ---------------- |
| 140060001         | Ameca                         | 37 871           |
| 140060011         | El Cabezón                    | 2 749            |
| 140060047         | San Antonio Matute            | 2 368            |
| 140060041         | Los Pocitos                   | 1 135            |
| 140060048         | San Antonio Puerta de la Vega | 1 120            |
| Otras localidades | Otras localidades             | 15 143           |
| Total municipal   | Total municipal               | 60 386           |

## Educación
En este municipio se encuentra la Preparatoria Regional de  Ameca , propiedad de la Universidad de Guadalajara
Además en la Delegación de El Cabezón se cuenta con el Centro de Educación Media Superior a Distancia n.º 50 (EMSaD) perteneciente al Colegio de Bachilleres del Estado de Jalisco (COBAEJ) fundado el año 2008 por su primer director el Dr. Alejandro Aguilar de León.

## Economía
Conforme a la información del Directorio Estadístico Nacional de Unidades Económicas (DENUE) de INEGI, el municipio de Ameca cuenta con 3,184 unidades económicas al mes de mayo de 2024 y su distribución por sectores revela un predominio de establecimientos dedicados a Servicios, siendo estos el 44.5% del total en el municipio.

### Empleos y principales sectores económicos
Para junio de 2024 el IMSS reportó un total de 6,439 trabajadores asegurados, lo que representó para el municipio de Ameca un incremento anual de 765 trabajadores en comparación con el mismo mes de 2023, debido al alza del registro de empleo formal de algunos de sus grupos económicos principalmente el de Agricultura. En función de los registros del IMSS el grupo económico que más empleos presentó dentro del municipio de Ameca fue el de Agricultura, ya que en junio de 2024 registró un total de 3,664 trabajadores concentrando el 56.9% del total de asegurados en el municipio. El segundo grupo económico con más trabajadores asegurados fue el de Compraventa de alimentos, bebidas y productos del tabaco, que para junio de 2024 registró 618 trabajadores asegurados que representan el 9.6% del total de trabajadores asegurados a dicha fecha, mientras que el tercer grupo está compuesto por Compraventa de materias primas, materiales y auxiliares con el 4.6% de trabajadores asegurados.

## Pobreza por carencia social
Para el año 2020, el 60.5% de la población carecio de acceso a seguridad social mientras que el 21% tuvo rezago educativo y siguiendo esta línea tenemos que el 13% carecio de acceso a servicios de salud. También tenemos al acceso a servicios básicos de la vivienda, calidad y espacios de la vivienda, así como acceso a la alimentación con 20, 6 y 14 por ciento respectivamente.

## Índice de desarrollo municipal (IDM)
Ameca obtiene un desarrollo institucional Medio con un IDM-I de 64.3, que lo coloca en el sitio 70 del ordenamiento estatal.

## Promedio mensual de carpetas de investigación
Durante el periodo de junio 2023 a mayo de 2024, se abrieron un total de 913 carpetas de investigación con un promedio de 76 carpetas abirtas mensualmente en donde el robo de vehículo automotor es el delito más investigado.

## Política

### Representación legislativa
Para la elección de diputados locales al Congreso de Jalisco y de diputados federales a la Cámara de Diputados federal, el municipio de Ameca se encuentra integrado en los siguientes distritos electorales:
Local:
- Distrito Electoral 01  con cabecera en Tequila.[9]

Federal:
- Distrito electoral federal 18 de Jalisco con cabecera en Autlán de Navarro.[10]